# Tyrian
 (mai 2008).
Tyrian est un jeu vidéo développé par Eclipse Productions (plus tard renommé World Tree Games) et publié en 1995 par Epic Games. Le jeu a été programmé par Jason Emery et illustré par Daniel Cook. La bande son du jeu est composée par Alexander Brandon et Andreas Molnar.
Le jeu a été officiellement placé en gratuiciel en 2004. Le code source a été rendu disponible en 2007 pour les besoins d'un projet libre en vue de faire fonctionner le jeu sur les plates-formes actuelles suivi de près par un accord informel permettant la redistribution et les travaux dérivés à partir du contenu.

## Système de jeu
Tyrian est un shoot 'em up vertical de style arcade. Le joueur pilote un vaisseau spatial équipé de différentes armes, d'un bouclier se rechargeant lentement s'il subit des dommages, le tout puisant l'énergie d'un générateur qui, selon sa puissance, régule la cadence de tir et le rechargement du bouclier. L'argent obtenu est en réalité le score du joueur, qui grimpe en détruisant divers ennemis et en récupérant des bonus variés. Cet argent peut servir à acheter ou améliorer différentes armes, des boucliers, des générateurs, ou même à remplacer le vaisseau afin d'obtenir une armure plus résistante, via un menu appelé "Upgrade Ship" (Améliorer vaisseau) entre chaque niveau.
Le jeu est rapide, plein d'action, et présente une grande variété d'ennemis et de boss, pouvant aller du simple vaisseau classique à des cellules sanguines flottantes.
Même si le style du jeu est orienté sur l'arcade, Tyrian utilise le même système de crédit et de boucliers que le jeu Raptor: Call of the Shadows. De ce fait, le jeu est peut-être considéré moins fastidieux que d'autres jeux arcade du même genre, grâce au bouclier régénérant et à l'armure, permettant au joueur de survivre à des tirs répétés. De plus, des power-ups peuvent être récupérés pendant un niveau (en plus d'être achetés dans le menu Upgrade Ship).
Tyrian fut l'inspiration de beaucoup d'autres shoot'em ups voulant être le plus réaliste possible, possédant des graphismes plus "cartoonesques" ainsi que des power-ups variés tels que pièces, gemmes, fruits…

### Difficulté
Plusieurs niveaux de difficulté existent dans le jeu. Dans les modes Easy (Facile) et Normal, les ennemis sont faciles à abattre et sont donc recommandés à ceux qui découvrent le jeu ou à ceux qui cherchent certains niveaux secrets.
En mode Hard (difficile), la cadence de tir des ennemis grimpe, certains niveaux cachés n'apparaissent qu'à partir de ce mode, et est meilleure pour les joueurs à l'expérience intermédiaire.
Il existe également des modes de difficulté cachés:
Impossible est une version plus dure encore du mode Hard, la résistance des ennemis augmente encore, et la cadence de tir devient plus difficile à gérer. Recommandé pour les joueurs plus expérimenté.
Suicide est une version très difficile, où la résistance des ennemis approche du double, leur cadence de tir effroyablement élevée (ainsi que la vitesse de propagation des tirs) rendent certains niveaux particulièrement difficiles (par exemple, le niveau Botany B, avec ses tourelles automatiques sur rails, peut transformer le niveau en mer de tirs laser s'il est joué en Suicide). Enfin, Lord of the Game (Roi du Jeu) est la version la plus difficile, la résistance des ennemis est incroyablement élevée, la cadence de tir est entre très rapide et quasi-continue, la vitesse de propagation est si élevée qu'il est très difficile de s'en sortir sans dégâts, certains niveaux étant presque impossibles à terminer dans ce mode.
Un dernier mode caché, du nom de Super Tyrian, place le joueur en mode Lord of the Game (ou Suicide, il dépend du cheat code utilisé), dans un vaisseau un peu particulier, équipé avec le Atomic Railgun (l'arme la moins puissante en elle-même), qui est une arme qui permet, de déplacer le vaisseau de façon adéquate, de recharger les boucliers, armures, et de se procurer une invincibilité temporaire, ainsi que diverses armes (toutes pour la plupart classées dans les Sidekicks).

### Mode 1 Player: Full Story
Le mode de jeu principal, à un joueur. Dans ce mode, vous avez également (dans le menu Data) des "Datacubes", qui sont des données relatives aux planètes ou lieux à visiter, ainsi que des données relatives à l'histoire du jeu. Le joueur commence avec un vaisseau USP Talon (qui est un vaisseau de base à l'armure légèrement résistante), et un "Front Gun" (ou Arme Avant) de base: le Pulse-Cannon (canon à pulsation, de base lui aussi). Le joueur commence également avec de l'argent qu'il peut utiliser pour remplacer et acheter de nouvelles armes et fonctions. Il existe quantités de ces équipements, répartis en "Front Guns", "Rear Guns" (Armes Arrière), "Shields" (boucliers), "Generators" (générateurs), et "Sidekicks" (Armes supplémentaires), pouvant être différents à gauche et à droite (certains ne peuvent être assignés qu'à droite).
Si les Front Guns couvrent plutôt l'avant du vaisseau, les Rear Guns offrent un balayage plus étendu, jusqu'aux côtés et même derrière le vaisseau. À part les Sidekicks, toutes les armes sont upgradables, du niveau 1 de base au niveau 11 souvent puissant, mais les prix augmentent exponentiellement.
Les sidekicks sont généralement des petits vaisseaux-armes fixés sur les côtés du vaisseau, mais peuvent être aussi des armes se chargeant pour procurer plus de puissance de feu, peuvent également voler en suivant le vaisseau, tout en balayant de tirs les ennemis devant, ou même être des attachements frontaux, comme des casques, pouvant être lancés et rattrapés (ou revenir d'eux-mêmes) pour revenir se fixer sur le nez du vaisseau (ces derniers sont généralement des sidekicks assignés à droite uniquement. Un bug exploitable via le Ship Editor (shipedit.exe) permet d'assigner ces sidekicks à gauche, mais il est impossible de les lancer). Comme ils ne s'améliorent pas, leurs prix sont fixes, mais généralement élevés.
N'importe quelle arme peut être améliorée, même si elle n'est pas en vente, et n'importe quel objet peut être vendu sans perdre sa valeur en argent initiale. L'intérêt majeur des magasins n'est pas l'échange mais plutôt la création d'un vaisseau puissant sur un budget (sans pénalités en essayant diverses combinaisons d'armes). Le joueur ne peut pas réobtenir une arme qu'il aurait vendu dans un niveau précédent si le niveau auquel il se trouve ne le vend pas non plus, et dans beaucoup de situations, un seul niveau secret peut contenir d'excellentes armes introuvables ailleurs, rendant la vente de bons objets peu attrayante. Grâce à ces faits, un joueur peut garder autant qu'il veut le meilleur vaisseau et les meilleurs équipements possibles, les Front et Rear guns étant une exception puisqu'ils dépendent, de par le fait que ce sont les armes principales, du style personnel du joueur, ou des besoins du niveau (Les niveaux Asteroid, qui contiennent quantité d'astéroïdes de tailles variées, pourraient être plus difficilement passés si les armes choisies ne les détruisaient pas rapidement).

### Mode 1 player: Arcade
En mode Arcade, les niveaux sont prédéterminés au lieu d'être sélectionnables par le joueur, et les armes sont récupérées en détruisant les ennemis plutôt qu'en les achetant. Seul le Front Gun est améliorable via les orbes violettes (rapportant au passage 100 points), dont le nombre augmente exponentiellement selon le niveau d'amélioration. (si l'on exclut que dans certains niveaux, des objets appelés « Rear Gun Power-Up » peuvent améliorer ceux-ci),  ni le vaisseau (muni d'une armure de résistance moyenne), ni le bouclier et ni le générateur ne sont améliorables ou remplaçables.
Contrairement au Full Story mode, la variété des armes est plus limitée.

#### Interchangeabilité du mode arcade
Il est possible de changer de mode entre les modes Full Story et Arcade via un moyen appelé le Ship Editor (qui n'est pas un cheat code). Comme certaines armes exotiques peuvent être trouvées assez tôt en mode Arcade (contrairement au Full Story où une certaine avancée peut être requise) en utilisant ce moyen, il est possible d'amener de tels équipements en Full Story grâce au Ship Editor. En mode Arcade, tout niveau terminé avec un taux de destruction d'au moins 80 % est noté par le jeu, en répertoriant l'équipement alors sur le vaisseau à la fin du niveau. Si un niveau est terminé avec le Laser et le Rear Heavy Missile Launcher, ces armes sont disponibles dans le menu d'édition du Ship Editor. Une fois ces armes sélectionnées, le joueur peut reprendre une partie en Full Story et en utilisant une commande spéciale, peut remplacer le vaisseau qu'il avait par la configuration choisie dans l'Editor. Cette technique est utilisée par certains joueurs afin de découvrir plus rapidement certains niveaux cachés, en utilisant des armes suffisamment puissantes.

### Mode 2 Player: Arcade
En mode 2 joueurs, les deux joueurs contrôlent chacun un vaisseau différent. Le joueur 1 se verra attribué le Dragonhead (un vaisseau gris foncé), tandis que le joueur 2 aura le Dragonwing (un vaisseau marron). Les deux vaisseaux peuvent s'associer, n'en formant qu'un, du nom de Steel Dragon. Le joueur 1 contrôle le vaisseau combiné et les armes avant, tandis que le 2 s'occupe des armes arrière, des sidekicks, et d'une tourelle spéciale. Tyrian propose également à deux joueurs de s'allier via un modem.
Les deux vaisseaux ont des capacités différentes. Le Dragonhead a plus d'armes a sa disposition, qui sont dans la variété des Front Guns et des "Special" weapons. Le Dragonwing, inversement, contrôle les Rear Guns comme des front guns, ainsi que les sidekicks, et utilise un système unique de chargement d'armes. Si le joueur ne tire pas, l'énergie est accumulée, et on le voit grâce à des particules bleues apparaissant devant le vaisseau, puis elles deviennent trois sphères accolées. Sur le menu de droite, on voit que l'énergie se charge grâce aux panneaux verts. Il existe 5 niveaux de charge par arme, et la collecte des orbes violettes permettra au Dragonwing de charger plus vite, le point maximum est d'atteindre la charge maximum en environ deux secondes.

### Mode 1 Player: Timed Battle (Tyrian 2000)
Dans ce mode, le joueur choisit parmi trois niveaux (Savara, Deliani, et Space Station). Les niveaux en Timed Battle sont sous compte à rebours. Comme les niveaux sont en défilement, le temps sera déterminant sur la vitesse à tuer le boss de fin de niveau. Une fois le niveau complété, un score est déterminé sur le temps restant, le nombre de vies collectées et le taux de destruction causé.

### Le Super Arcade
Le jeu propose également un mode Super Arcade. Il s'agit de terminer le jeu avec un vaisseau à thème, ainsi qu'avec des armes autour du thème du vaisseau (le vaisseau Ninja Star aura par exemple des armes telles que le Poison Bomb, ou le Shuriken Field). Ce mode est accessible en entrant un mot de passe sur l'écran titre, le premier étant donné en terminant le jeu en mode Full Story ou Arcade, les suivants en terminant les Super Arcade avec des vaisseaux différents.

### Le minijeu Destruct
"Destruct" est un mini jeu caché dans Tyrian, une réminiscence de Scorched Earth, avec des modes de jeux humain-contre-humain et humain-contre-ordinateur. Il est possible d'activer ce mini-jeu en tapant un mot sur l'écran titre, mot qui n'est autre que le nom de ce mini-jeu lui-même: "destruct".

## Histoire
En l'an 20031, Trent Hawkins (le joueur) est un pilote expérimenté de terraformation, employé pour trouver des zones habitables sur des planètes fraîchement terraformées. Sa dernière assignation est la planète Tyrian, située près du territoire des Hazudra, une race de créatures ressemblant à des lézards.
Buce Quesillac, un Hazudra, le meilleur ami de Trent, a été tué par un hoverdrone qui disparaît rapidement dans le ciel. Alors que Buce est face contre terre, il raconte à Trent que c'est l'œuvre de Microsol, l'énorme corporation qui contrôle la terraformation de Tyrian.
Buce a été tué car il connaissait l'existence du Gravitium, un minerai unique et introuvable ailleurs que sur Tyrian, capable de contrôler la force de la gravité.
Microsol veut utiliser le Gravitium comme source d'énergie pour leur vaisseaux de guerre, ce qui les rendrait quasiment inarrêtables. Ils veulent également abattre quiconque en connaît l'existence, et Trent est malheureusement le prochain sur la liste. Buce implore celui-ci d'arriver jusqu'à Savara, une planète libre, avant de mourir. Trent réussit à s'obtenir un petit vaisseau de combat, et part en direction de Savara.
Le premier épisode, appelé Escape, couvre la fuite de Trent de la planète Tyrian. Au fur et à mesure que le jeu avance, des messages d'alliés comme d'ennemis sont reçus, chacun faisant avancer encore l'histoire. Trent va, à la fin du premier Épisode, prendre contact avec le rival direct de Microsol : une autre corporation du nom de Gencore, dirigé par Transon Lohk qui demandera à Trent de faire diverses missions. À la fin du 3e Épisode, le joueur doit percer à travers la flotte de Microsol afin de détruire le vaisseau principal, le Dreadnaught.
Le quatrième épisode (ajouté avec la version 2.0) raconte l'activation d'un ancien ordinateur extraterrestre sur la planète Ixmucane, une fois encore par Microsol. Ce peuple extraterrestre, nommé Zica (trois armes du jeu sont fabriquées avec la technologie de ce peuple), avait programmé cet ordinateur pour transformer la planète en un soleil, mais n'avait jamais été utilisé par ses créateurs. Le joueur doit partir au cœur de cette planète afin de détruire le système, pour empêcher la mort de scientifiques travaillant sous la surface de la planète, et pour empêcher Microsol d'une prise de pouvoir plus étendue. Si le système n'est pas détruit à temps, les scientifiques mourront.
La fin du 4e épisode indique que Trent commence à être fatigué des ordres de Transon, et afin d'éviter de continuer à aller sur d'énormes batailles à détruire vaisseaux et flottes de guerre, il prend la fuite et se dirige vers la planète Terre, à 100 années-lumière de distance, et se met en sommeil cryogénique.
Dans le 5e épisode, ajouté dans Tyrian 2000, les Hazudra auraient collé une bombe de proximité dans le vaisseau de Trent afin de le diriger vers une direction différente de la Terre. Ils utilisent alors Trent pour chasser les Zinglonites (de Zinglon, une personnalité comparée à un dieu d'après beaucoup de Datacubes dans le jeu), qui envahissent l'espace avec des vaisseaux ressemblant à des fruits. Ce nouvel épisode proposait de tout nouveaux vaisseaux, boucliers et armes à Tyrian, diversifiant encore plus la variété d'équipements du jeu.

## Développement
Tyrian a été développé par un nombre total de 11 personnes, dont trois personnes principales : Alexander Brandon (compositeur et écrivain), Jason Emery (level designer et programmeur), et Daniel Cook (artiste et concepteur de l'interface). Pour ces trois personnes, Tyrian était leur premier jeu vidéo commercial.
Les origines de Tyrian remontent à un prototype de 1991, ou Jason Emery montrait à son ami Alexander Brandon les travaux préliminaires d'un défilement de fond. Les deux continuèrent le développement, et ont décidé finalement que ce travail pouvait être montré à une entreprise éditrice de jeux vidéo. Brandon écrivit la proposition aux deux plus grandes entreprises de shareware du moment, qui étaient Epic Megagames et Apogee Software. Cependant, le jeu ne contenait ni son ni musique, et les graphismes étaient peu professionnels. Aucune des deux ne fut particulièrement excités, mais semblèrent intéressées.
Les deux développeur pensaient qu'ils ne trouveraient jamais d'éditeur. Cependant,
après une longue attente, un certain Robert Allen, à la tête de Safari Software, considéra Tyrian parfaitement représentatif de la production de son entreprise (des projets de moindre envergure). Robert Allen en a parlé à Cliff Bleszinski, il trouvait que Tyrian ressemblait beaucoup à Zanac, et pensait qu'il faudrait en tenir compte.
Robert engagea divers artistes et codeurs pour le son, le premier étant Bruce Hsu, créateur des graphismes de l'interface, ainsi que des personnages. L'artiste Daniel Cook fut engagé après qu'Alexander Brandon fut intéressé par ses artworks, qui étaient (ce que Cook ne savait pas) "envoyés" par un ami. Sur la base d'une petite liste de niveaux décrits donnés par Alexander Brandon, Cook créa un artwork de base sur son Amiga 1200. Il raconte à ce sujet l'histoire suivante, après avoir reçu la demande de Brandon : "J'ai allumé la radio et bossé comme un malade de 11 heure du matin, quand je me suis levé, à 11 heure du soir, quand David Letterman passe sur les ondes. Ca a donné des trucs un peu bizarre, mais personne ne s'en est plaint. Ils m'ont juste dit "Fais en d'autres !"". Il fut loué par les autres développeurs qui l'incitèrent dans cette voie. Les graphismes furent réalisés en quatre mois.
Le travail graphique commençait et la popularité de Tyrian grimpait chez Epic Megagames. Arturo Sinclair de Stormfront Studios rejoignit l'équipe pour créer des rendered artworks pour les planètes et les visages des personnages. Les développeurs voulaient une interface "simple et amusante", et en ont changé au moins trois fois avant de se décider sur un design final. À ce stade, Tyrian était presque terminé; avec le système de son LOUDNESS, les effets spéciaux presque terminés et le marketing dirigé par Mark Rein. À ce stade, Tim Sweeney informa l'équipe que Tyrian serait publié comme un produit complet d'Epic MegaGames. Et finalement, le jeu sortit en 1995.
La musique de Tyrian fut réalisée par Alexander Brandon et est au format LDS (LouDnesS). Tyrian 2000 inclut également 25 pistes qualité CD, qui se sont pas restées dans la version en gratuiciel.

## Différentes versions
Le Tyrian originel comportait 3 épisodes, le premier étant gratuit et les deux autres obtenus en faisant enregistrer sa copie du jeu. La version 2.0 sortit peu de temps après, avec un quatrième épisode.

### Tyrian 2000
En 1999, Tyrian ressort sous le nom de Tyrian 2000, compatible Windows, avec quelques bugs corrigés, et surtout le cinquième épisode.

### Game Boy
Des remakes étaient prévus pour la Game Boy Color, et la Game Boy Advance mais ils furent abandonnés à la suite d'un litige entre les éditeurs. Ces remakes, dont les ROM sont disponibles sur l'Internet, ne contiennent aucun son.

### OpenTyrian
En février 2007, le code source de Tyrian, écrit en Pascal, fut envoyé à un petit groupe de développeurs pour le réécrire en C et placé sous licence publique générale GNU, ce qui constitua la base du projet OpenTyrian. Rien ne prévoit la publication du code source originel. Après cette annonce, Daniel Cook annonça en avril 2007 la mise à disposition gratuite du contenu du jeu original de Tyrian (en excluant ceux des remakes pour Game Boy Color et ceux de Tyrian 2000).

## Réception critique
Tyrian a été apprécié à peu près partout. Le magazine PC Gamer lui décerna 87 % (à peine 1 % sous le score à obtenir pour être "Editor's Choice"). Le magazine Next Generation lui décerna 4 étoiles sur 5, tandis que Computer Gaming World a nommé Tyrian comme "Jeu d'action de l'année". Jason Emery et Alexander Brandon trouvèrent que le succès rencontré par Tyrian était bien au-dessus de leurs attentes.

## Divers
- La corporation Microsol est une référence comique à Microsoft.
- Beaucoup d'ennemis dans le jeu ont une apparence comique, tels que les vaisseaux-fruits des Zinglonites dans l'épisode 5.
- En terminant l'épisode 5, un « le saviez-vous » parle de Tyr et du Pourpre de Tyr ((en)Tyrian purple), qui fut l'inspiration pour le nom du jeu.
- Durant le mode Full Story, beaucoup de datacubes sont appelés "Guidebooks". Ceux-ci sont en fait des documents décrivant les planètes et les autres zones habitées. Ils décrivent avec un humour parfois sarcastique la vie quotidienne des habitants, ainsi que leur niveau de culture ou leur loisirs.
- Dans les crédits du jeu, pendant que la liste des concepteurs défilent, le joueur peut lire le nombre de niveaux par épisode, l'épisode 5 exclu puisque ces crédits furent inclus avant la sortie de Tyrian 2000, et donc avant l'existence de l'Épisode 5.
- Les musiques Zanac3 et Zanac5 sont tirées du jeu NES Zanac qui est un autre shoot'em up vertical, sorti en octobre 1987 aux États-Unis.